# In re: Gill
In re: Gill fue un caso judicial sentenciado por los tribunales de Florida en 2010. El demandante fue Martin Gill, un hombre gay declarado, que solicitó al tribunal adoptar a dos niños que él y su pareja estaban criando en acogida. La adopción solicitada por Gill estaba prohibida por la ley de 1977 que impedía la adopción a los gays y las lesbianas en ese estado. Tras cuatro días de juicio en el tribunal de primera instancia la juez Cindy S. Lederman declaró inconstitucional la ley que prohibía la adopción a los homosexual, y que violaba el derecho de igual protección de los hijos y de sus futuros padres, y concedió la solicitud de adopción de Gill.
El estado de Florida apeló la decisión del tribunal. Los argumentos se presentaron ante un tribunal de tres jueces del tercer circuito de apelación de Florida en una vista oral el 26 de agosto de 2009. El tribunal de distrito confirmó la sentencia del tribunal de primera instancia en favor de los demandantes el 22 de septiembre de 2010, y el estado declinó presentar más apelaciones, lo que supuso el final de la prohibición para adoptar a los homosexuales en Florida que había durado 33 años.

## Asunto
El 11 de diciembre de 2004 el departamento de la infancia y las familias de Florida dejó en acogida a dos niños en el hogar de Martin Gill y su pareja, que anteriormente habían acogido ya a varios niños. En los documentos del tribunal se refiere a los niños como John y James Doe (equivalentes a fulano y mengano) para proteger su identidad. Se suponía que John, de cuatro años, y James, de cuatro meses, iban a estar con Gill solo temporalmente, pero los planes para que se fueran a vivir con parientes se fueron al traste.
En 2006 un juez puso fin a los derechos parentales de los padres biológicos de los niños. Gill quería adoptarlos, pero no podía porque existía en Florida una ley que prohibía la adopción a los gays y las lesbianas. En lugar de permitir que le arrebataran los niños, que llevaban viviendo con ellos dos años, contactó con la Unión Estadounidense por las Libertades Civiles (ACLU) para pedirles que le ayudaran a presentar una demanda contra la prohibición.

## Juicio en primera instancia
En el transcurso de un juicio de cuatro días ante el tribunal del undécimo circuito judicial de Florida, los peticionarios y el estado presentaron alegagaciones sobre el interés de los niños afectados, así como alegaciones relacionadas con la legitimidad de la prohibición de adopción por homosexuales y las lesbianas.
Un psicólogo que había examinado a los niños testificó que en interés de los menores debían ser adoptados por Gill, y que trasladarlos de su hogar sería devastador. El supervisor de la custodia de los niños fue citado por el tribunal para representar el interés de los menores en el procedimiento, y calificó a Gill y su pareja como «padres modelo» y que su hogar era «uno de los lugares más cariñosos y cuidadosos» que había visto.
La ACLU llamó a testigos expertos que citaron estudios que no habían encontrado ninguna diferencia significativa entre estabilidad de las parejas del mismo sexo y las heterosexuales, ni diferencias entre los niños criados por padres homosexuales o heterosexuales.
El estado llamó a declarar al Dr. George Alan Rekers, que presentó investigaciones (algunas de las cuales ya se habían desacreditado en la época) que afirmaban que los gays y las lesbianas sufrían tasas más altas de depresión, ansiedad, trastornos afectivos y abuso de drogas que los heterosexuales y que las relaciones homosexuales eran menos estables que las heterosexuales. El estado presentó un segundo testigo experto que reconoció que una evaluación caso por caso de los posibles padres adoptivos homosexuales sería más apropiada que la exclusión total.
En su sentencia a favor de la petición de adopción la juez Cindy S. Lederman determinó que la prohibición de la adopción de Florida violaba los derechos de protección de igualdad de Gill y los menores de edad sin una base racional para hacerlo. El tribunal además determinó que la prohibición violaba las garantías federales y estatales del derecho de los niños a la estabilidad. La juez afirmó en su decisión que: 

Los informes y estudios muestran que no hay diferencias en la forma de ser padres de los homosexuales o la adaptación de sus hijos. Estas conclusiones han sido aceptadas, adoptadas y ratificadas por la asociación de psicología estadounidense, la asociación de psiquiatría estadounidense, la asociación pediátrica estadounidense, la liga para el bienestar de la infancia de Estados Unidos y la asociación nacional de trabajadores sociales. Como resultado, basado en la solidez de las pruebas disponibles en el campo, este tribunal considera que la cuestión está fuera de discusión y que sería irracional sostener lo contrario, el mejor interés para los niños no es ser protegidos prohibiendo la adopción de los homosexuales.

## Apelación
El estado de Florida inmediatamente anunció su intención de apelar la sentencia. En diciembre de 2008 los abogados de Gill y los niños presentaron una moción solicitando que la Corte Suprema de Florida se hiciese cargo del caso inmediatamente, lo cual fue denegado.
Los argumentos fueron presentados en vista oral ante el tribunal de apelación del tercer circuito de Florida el 26 de agosto de 2009. Algunos observadores creían que el caso se decidiría finalmente en la Corte Suprema de Florida.
El gobernador Charlie Crist, a punto de anunciar una plataforma que apoyara los derecho LGBT para su candidatura al senado de Estados Unidos, declaró que estaba considerando abandonar la apelación. Tanto la ACLU como el director del departamento de la infancia y la familia del estado le pidieron que abandonara la apelación porque se necesitaba una resolución judicial definitiva que se pudiera aplicar en todo el estado.
El 22 de septiembre de 2010 el tribunal de apelación del tercer distrito del estado de Florida unánimemente revocó la prohibición por violar las garantías de protección de igualdad de la constitución de Florida. El tribunal afirmó en su decisión: «La juez de primera instancia estaba facultada para llegar a la conclusión, como hizo, que las opiniones de los expertos del departamento no eran válidas desde el punto de vista científico.»
El 22 de octubre de 2010 el fiscal general de Florida, Bill McCollum, anunció que no presentaría más apelaciones en este caso, dando por cerrado el caso y el asunto de la adopción de los gays y las lesbianas Florida.

## Resultado final
Tras la decisión del gobernador y del fiscal general de Florida desestimando apelar la decisión del tribunal de apelación del tercer circuito se aprobó la adopción de Martin Gill y su pareja de los dos niños. La adopción se culminó con una ceremonia en el despacho de la juez Lederman el 19 de enero de 2011. Quedando así derogada de hecho la prohibición de adoptar para los homosexuales en Florida.